# 血，总是热的
血，总是热的，宗福先、贺国甫创作的一部话剧，1981年1月由上海工人文化宫业余话剧团首演，剧本于1981年10月由中国戏剧出版社出版。1983年由北京电影制片厂改编为同名电影。该剧反映中国改革开放之初，经济调整和体制改革中存在的矛盾与斗争。
1978年年底，该剧作者之一的宗福先凭借其作品《于无声处》，在北京市工人俱乐部举行的文化部和全国总工会联合表彰大会上获得特别嘉奖，并获得了1000元奖金。《于无声处》是一部批判文化大革命的话剧，宗福先是一名业余编剧，在上海热处理厂工作，其当时的每月工资仅有39.66元。获奖之后，宗福先仍在热处理厂工作，后来有人请他创作一部反映改革过程中经济矛盾的话剧。宗福先根据国营企业上海印绸厂厂长陈德纯将原先作废品的丝绸边角料做成手绢卖掉，并用获利奖励工人，却被人举报违反生产计划和规定的故事，创作了《血，总是热的》这一话剧。